# Berlioz (cràter)
Berlioz és un cràter d'impacte en el planeta Mercuri de 31,44 km de diàmetre. Porta el nom del compositor francès Hector Berlioz (1803-1869), i el seu nom va ser aprovat per la Unió Astronòmica Internacional el 2013.